# Ahtyba Rubin
Ahtyba Rubin (Fort Belvoir, 25 luglio 1986) è un giocatore di football americano statunitense che milita nel ruolo di nose tackle per gli Atlanta Falcons della National Football League (NFL). Fu scelto nel corso del sesto giro (190º assoluto) del Draft NFL 2008 dai Cleveland Browns. Al college ha giocato a football all’Università statale dell'Iowa.

## Carriera professionistica

### Cleveland Browns
Rubin fu scelto nel corso del sesto giro del Draft 2008 dai Cleveland Browns e il 22 luglio 2008 firmò un contratto con la franchigia.
Giocò come riserva del nose tackle Shaun Rogers nel 2008 e 2009, fino a che nella settimana 12 Rogers si infortunò a una gamba contro i Cincinnati Bengals. Rubin divenne così il titolare dei Browns. Nell'estate 2010, i Browns scambiarono il defensive end Corey Williams coi Detroit Lions, spostando Shaun Rogers nel ruolo di defensive end e promuovendo Rubin come titolare grazie alle prestazioni del 2009. Nel 2010, Rubin disputò un'ottima annata facendo registrare 82 tackle e un intercetto su Matt Cassel dei Kansas City Chiefs. La stagione successiva, Rubin migliorò ancora le proprie statistiche salendo a 83 tackle e 5 sack. Nel 2012 saltò tre partite ma concluse comunque con 44 tackle, 2 sack e 2 fumble forzati.

### Seattle Seahawks
Il 19 marzo 2015, Rubin firmò con i Seattle Seahawks. Nella settimana 12 contro gli Steelers fece registrare il secondo intercetto in carriera ai danni di Ben Roethlisberger. La sua annata si chiuse disputando tutte le 16 gare come titolare con 36 tackle e un intercetto. Nel primo turno di playoff, nella terza gara più fredda della storia della post-season, nel quarto periodo di gioco, Rubin recuperò un fumble forzato dal compagno Kam Chancellor su Adrian Peterson dopo il quale Seattle segnò il field goal del decisivo 10-9 finale.
Rubin giocò con Seattle anche nella stagione 2016, disputando tutte le 16 partite come titolare, con 39 tackle e un sack. Il 2 settembre 2017 fu svincolato dopo l'acquisizione di Sheldon Richardson dai New York Jets.

### Denver Broncos
Il 15 settembre 2017, Rubin firmò con i Denver Broncos dopo l'infortunio di Jared Crick. Fu svincolato il 17 ottobre 2017.

### Atlanta Falcons
Il 19 ottobre 2017, Rubin firmò con gli Atlanta Falcons.